# Нові Фащиці
Нові Фащиці (пол. Nowe Faszczyce) — село в Польщі, у гміні Блоне Варшавського-Західного повіту Мазовецького воєводства.
Населення — 115 осіб (2011).
У 1975-1998 роках село належало до Варшавського воєводства.

## Демографія
Демографічна структура станом на 31 березня 2011 року:
|          | Загалом | Допрацездатний вік | Працездатний вік | Постпрацездатний вік |
| -------- | ------- | ------------------ | ---------------- | -------------------- |
| Чоловіки | 52      | 11                 | 33               | 8                    |
| Жінки    | 63      | 11                 | 38               | 14                   |
| Разом    | 115     | 22                 | 71               | 22                   |